# Fugitive Valley
Fugitive Valley è un film del 1941 diretto da S. Roy Luby.
È un film western statunitense con Ray Corrigan (accreditato come Ray 'Crash' Corrigan), John 'Dusty' King e Max Terhune (accreditato come Max 'Alibi' Terhune). Fa parte della serie di 24 film western dei Range Busters, realizzati tra il 1940 e il 1943 e distribuiti dalla Monogram Pictures.

## Produzione
Il film, diretto da S. Roy Luby su una sceneggiatura di John Vlahos e Robert Finkle con il soggetto di Oliver Drake, fu prodotto da George W. Weeks per la Monogram Pictures tramite la società di scopo Range Busters e girato nel giugno del 1941. I brani della colonna sonora Riding Along e My Little Prairie Annie, sono accreditati a Harry Tobias (parole) e Jean George (musica), The Old Chisolm Trail, cantata da Doye O'Dell, è un canto tradizionale.

## Distribuzione
Il film fu distribuito dal 30 luglio 1941 al cinema dalla Monogram Pictures.

## Promozione
Le tagline sono:
- "RIOT ON THE PLAINS! As Lady Robin Hood Bucks Roughneck Romeos!".
- "SIX GUNS FULL of LEAD! HEARTS FULL of FUN!! ".